# Robert Drumheller
Robert Drumheller (* vor 1967; † 1. Februar 1998) war ein Szenenbildner und Artdirector.

## Leben
Drumheller begann seine Karriere im Filmstab 1967 beim Fernsehen. Sein erster Spielfilm war der Thriller Incident … und sie kannten kein Erbarmen. Anfang der 1970er Jahre wirkte er an den Blaxploitationfilmen Shaft und Liebesgrüße aus Pistolen. Er arbeitete häufig mit Sidney Lumet und Woody Allen.
1979 war er für Lumets Abenteuerfilm The Wiz – Das zauberhafte Land zusammen mit Tony Walton, Philip Rosenberg und Edward Stewart für den Oscar in der Kategorie Bestes Szenenbild nominiert, die Auszeichnung ging in diesem Jahr jedoch an den Fantasyfilm Der Himmel soll warten.
Drumheller war nur selten auch für das Fernsehen tätig; für eine seiner wenigen Fernseharbeiten, die Miniserie Evergreen, gewann er 1985 einen Primetime Emmy.

## Filmografie (Auswahl)
- 1969: Stiletto
- 1970: Tagebuch eines Ehebruchs (Diary of a Mad Housewife)
- 1971: Shaft
- 1972: Vier schräge Vögel (The Hot Rock)
- 1972: Liebesgrüße aus Pistolen (Shaft’s Big Score)
- 1975: Die Frauen von Stepford (The Stepford Wives)
- 1975: Hundstage (Dog Day Afternoon)
- 1976: Der Strohmann (The Front)
- 1976: Öl (The Next Man)
- 1977: Der Stadtneurotiker (Annie Hall)
- 1978: The Wiz – Das zauberhafte Land (The Wiz)
- 1978: König der Zigeuner (King of the Gypsies)
- 1979: Manhattan
- 1980: Cruising
- 1980: Die erste Todsünde (The First Deadly Sin)
- 1982: Garp und wie er die Welt sah (The World According to Garp)
- 1984: Die Muppets erobern Manhattan (The Muppets Take Manhattan)
- 1984: Ghostbusters – Die Geisterjäger (Ghostbusters)
- 1985: Im Jahr des Drachen (Year of the Dragon)
- 1986: Jumpin’ Jack Flash

## Nominierungen (Auswahl)
- 1979: Oscar-Nominierung in der Kategorie Bestes Szenenbild für The Wiz – Das zauberhafte Land